# Харе-кеш
Харе-кеш (перс. خره كش) — село в Ірані, у дегестані Ахмадсарґураб, у бахші Ахмадсарґураб, шагрестані Шафт остану Ґілян. За даними перепису 2006 року, його населення становило 596 осіб, що проживали у складі 141 сім'ї.

## Клімат
Середня річна температура становить 9,03°C, середня максимальна – 24,16°C, а середня мінімальна – -7,74°C. Середня річна кількість опадів – 358 мм.
| Клімат поселення                              | Клімат поселення | Клімат поселення | Клімат поселення | Клімат поселення | Клімат поселення | Клімат поселення | Клімат поселення | Клімат поселення | Клімат поселення | Клімат поселення | Клімат поселення | Клімат поселення | Клімат поселення |
| Показник                                      | Січ.             | Лют.             | Бер.             | Квіт.            | Трав.            | Черв.            | Лип.             | Серп.            | Вер.             | Жовт.            | Лист.            | Груд.            |                  |
| Середній максимум, °C                         | 3,64             | 3,86             | 6,47             | 12,84            | 18,25            | 22,57            | 24,16            | 23,93            | 19,92            | 16,91            | 10,46            | 4,70             |                  |
| Середня температура, °C                       | −2,05            | −1,83            | 0,78             | 7,14             | 12,56            | 16,88            | 19,95            | 19,73            | 15,72            | 12,70            | 6,24             | 0,49             |                  |
| Середній мінімум, °C                          | −7,74            | −7,52            | −4,9             | 1,46             | 6,89             | 11,20            | 15,74            | 15,52            | 11,50            | 8,50             | 2,03             | −3,72            |                  |
| Норма опадів, мм                              | 30               | 33               | 56               | 56               | 39               | 14               | 11               | 9                | 14               | 27               | 31               | 38               |                  |
| Середньомісячна швидкість вітру, м/с          | 1.95             | 2.42             | 2.58             | 2.70             | 2.20             | 1.88             | 2.02             | 1.95             | 1.76             | 1.80             | 2.15             | 1.86             |                  |
| Середньомісячна сонячна радіація, кДж/м²·день | 7542             | 10067            | 12510            | 16497            | 20425            | 23189            | 23405            | 20339            | 17386            | 12610            | 9218             | 7241             |                  |
| --------------------------------------------- | ---------------- | ---------------- | ---------------- | ---------------- | ---------------- | ---------------- | ---------------- | ---------------- | ---------------- | ---------------- | ---------------- | ---------------- | ---------------- |
| Джерело:                                      |                  |                  |                  |                  |                  |                  |                  |                  |                  |                  |                  |                  |                  |